# Ditte Van de Velde
Ditte Van de Velde (Antwerpen, 18 april 1963) is een Belgisch redactrice. 

## Levensloop
Van de Velde studeerde fotografie en vormgeving en ging vervolgens aan de slag als artdirector. In 1988 werd ze werkzaam bij Humo als vormgever en in 1992 richtte ze haar eigen bedrijf op en werkte ze voor onder andere Hilton, Hugo Van Praag en de Tijdschriften Uitgevers Maatschappij (TUM). Tevens stond ze in 1990 mee aan de wieg van The European en in 2001 van Bonanza.
In mei 2007 werd ze aangesteld als hoofdredactrice van Libelle. Ze volgde in deze hoedanigheid Rita Van Snick op. In 2013 verliet ze het tijdschrift, ze werd als hoofdredactrice van Libelle opgevolgd door Mie Van der Auwera. Onder haar hoofdredacteurschap vond de lancering van de maandbladen en themamagazines van Libelle plaats, alsook een tweede site, een kookboekenportfolio en een modecollectie.
Vervolgens ging ze aan de slag als redactiechef bij de VRT, waar ze onder meer meewerkte aan de invulling van het zomerslot van 1000 zonnen op Eén.
In oktober 2015 werd ze aangesteld als hoofdredactrice van Dag Allemaal in opvolging van Ilse Beyers. Deze functie oefende ze uit tot mei 2017 toen bekend werd dat An Meskens, toenmalig hoofdredactrice van Story, de leiding kreeg over beide showbizzmagazines van De Persgroep.